# Hoplosphyrum aztecum
Hoplosphyrum aztecum är en insektsart som först beskrevs av Henri Saussure 1897.  Hoplosphyrum aztecum ingår i släktet Hoplosphyrum och familjen Mogoplistidae. Inga underarter finns listade i Catalogue of Life.